# Église de Jamestown
L'église de Jamestown, construite en briques en 1639, est une église anglicane située dans l'ancienne ville de Jamestown, dans l'État de Virginie aux États-Unis, et constitue l’un des plus anciens édifices construits par les Européens dans les treize colonies et, aujourd'hui, aux États-Unis. Elle fait maintenant partie du site historique national de Jamestown et appartient à Preservation Virginia (anciennement connue sous le nom d'Association pour la préservation des antiquités de Virginie). L'église a subi plusieurs modifications mais sa tour demeure maintenant la dernière structure subsistant de l'époque où Jamestown était la capitale de la Virginie. La structure actuelle, dépendante de l'Église anglicane, est toujours utilisée. Les membres du projet Jamestown Rediscovery effectuent actuellement des recherches sur les ruines.

## Contexte
La religion établie en Angleterre au moment de la fondation de la colonie était l'Église d'Angleterre, dont les principes de base et les services de culte étaient énoncés dans le Livre de la prière commune. Les colons de Jamestown ont naturellement amené leur religion avec eux et l'ont pratiquée en Virginie. L’Église d’Angleterre occupa une place centrale dans la vie des dirigeants de la Compagnie de Londres. Tous les hommes devaient prêter serment de reconnaître la suprématie du roi Jacques et l'absence d’autorité du pape sur lui avant leur départ pour la Virginie. Il n'y avait pas de séparation de l'Église et de l'État en Angleterre au XVIIe siècle, ni dans aucun autre pays européen.
Les offices religieux au fort James ont lieu 14 fois par semaine et des sermons sont prêchés le dimanche et le mercredi ou le jeudi. Deux offices de prière, l'un du matin et l'autre le soir, ont lieu du lundi au samedi. Le pasteur propose du catéchisme le dimanche après-midi. Après l'introduction de la loi martiale par le gouverneur suppléant Sir Thomas Dale en 1611, appelé Code de Dale, une assiduité à l'église était requise, les peines allant de la perte de rations à l'exécution pour les individus qui blasphémaient le « nom sacré de Dieu » ou remettaient en cause l'autorité d'un prédicateur ou d'un pasteur.

## Historique
À la suite d’études détaillées menées sur le site par la Jamestown Rediscovery, six églises auraient été construites sur deux sites différents à Fort James . Les églises 1 et 2 étaient situées à l'intérieur des limites du fort d'origine, tandis que les églises 3 à 6 étaient construites à proximité du site actuel, dans le prolongement de la paroi du fort d'origine. La partie visible la plus ancienne de toutes les structures est la tour, généralement datée du milieu du XVIIe siècle.

### Première église
Le capitaine John Smith a indiqué que les premiers offices religieux avaient lieu à l’extérieur « sous un auvent » fixé à trois ou quatre arbres. Peu de temps après, les colons construisirent la première église à l'intérieur du fort en 1607. Smith déclara qu'il s'agissait « d'une chose simple, recouverte de radeaux, de carex et de terre ». Cette église brûla le 7 janvier 1608.

### Deuxième église
En 2010, les archéologues ont découvert le site de la deuxième église construite à Jamestown. Elle ressemblait au premier et était construite sur le même site, mais étant en bois, elle devait être constamment réparée. Lorsque Thomas West, baron De La Warr, arriva en tant que gouverneur en 1610, il s'aperçut que l'église était tombée dans un triste état de délabrement. Il la fit donc restaurer et changea son mobilier C'est le site où, le 5 avril 1614, Pocahontas épousa John Rolfe.

### Troisième église
Entre 1617 et 1619, lorsque Samuel Argall était gouverneur, il demanda aux habitants de construire une nouvelle église « longue de 15 mètres sur 24 ». Située à proximité de l'ancienne église, elle était en bois et, c'est ici que s'est réunie la première Chambre des Bourgeois de Virginie, le 30 juillet 1619.

### Quatrième église
En janvier 1639, le gouverneur John Harvey affirma que lui, le conseil, les plus grands planteurs et certains capitaines de la marine avaient contribué à la construction d'une église en brique à Jamestown. Cette église, légèrement plus grande que la troisième, était encore inachevée en novembre 1647 lorsque des efforts furent déployés pour la terminer. Elle brûla lors de la révolte de Nathaniel Bacon le 19 septembre 1676.

### Le clocher-tour

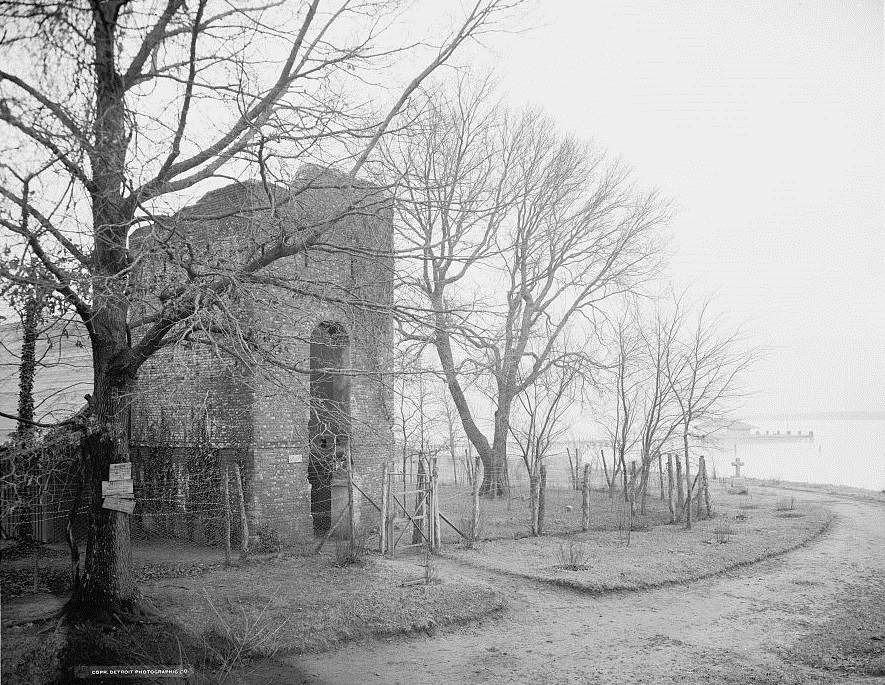
Ruines du clocher-tour.

Vers cette époque (quelque part entre 1639 et 1700), un clocher-tour en brique a été ajouté à une église existante en deux étapes distinctes. Une fois terminé, il atteignait environ 13,8 mètres de haut avec un toit en bois, un beffroi et deux étages supérieurs. En 1699, les marguilliers de la paroisse de la ville de James City demandèrent à l'assemblée générale de Virginie de l'argent pour payer le clocher de leur église et la réparation de l'église. Un visiteur en 1702 a déclaré que l'église de Jamestown avait « une tour et une cloche ». Dans les années 1890, le clocher-tour fut renforcé peu de temps après son acquisition par l'association Preservation Virginia.

### Cinquième église
Dix ans plus tard (vers 1686), une cinquième église fonctionnait, utilisant probablement les murs et les fondations de la quatrième église. Elle a été utilisée jusque dans les années 1750, date à laquelle elle a été abandonnée au profit d'une nouvelle église construite à environ trois miles de Jamestown. Bien que le clocher-tour soit resté, le bâtiment est tombé en ruine dans les années 1790 lorsque les briques ont été réutilisées pour la construction du mur du cimetière.

### Sixième église
L'actuelle église commémorative a été construite par la National Society of the Colonial Dames of America en 1907 et a réutilisé le clocher-tour d'origine. Construite juste à l'extérieur des fondations en pavés de l'ancienne église de 1617 et des fondations en briques de l'église de 1639, elle a été conçue par Edmund M. Wheelwright de Boston. L'église, dont la conception est dérivée de l'église Saint-Luc de Smithfield, une église similaire de 1682, a été consacrée le 13 mai 1907.
À l'intérieur du nouveau bâtiment, de nombreuses plaques commémorant diverses personnalités du XVIIe siècle figurent sur les murs, notamment le capitaine John Smith, les Pocahontas, Chanco, John Rolfe, le Baron de la Warr, le capitaine Edwin Maria Wingfield, William Claiborne (trésorier de la colonie ), John Pott (médecin) et le premier poète américain, George Sandys. L’introduction de la common law est également commémorée sur l’une des plaques. Les meubles restaurés du chœur datent du XVIIe siècle, bien qu'aucun modèle spécifique n'ait été utilisé.

## Inhumations

### Intérieur de l'église
En juillet 2015, l'équipe de Jamestown Rediscovery / Smithsonian a identifié les restes de quatre des premiers personnages de la colonie au niveau du chieur des églises 1 et 2 : le révérend Robert Hunt (considéré comme le premier pasteur anglican des Amériques), le capitaine Gabriel Archer, sir Ferdinando Wainman et le capitaine William West.
À l'intérieur de l'église en brique se trouve la pierre tombale d'un chevalier, appelé « la tombe du chevalier », vraisemblablement Thomas West, le 3ème baron de la Warr ou George Yeardley. Le cas de Yeardley est renforcé par la volonté d'Adam Thorowgood, un parent de Yeardley, qui a déclaré dans son testament en 1680 qu'il aimerait avoir une pierre tombale en marbre avec le blason de sir George Yeardley et lui-même.

### Extérieur de l'église
Au début des années 1690, le cimetière entourant l'église en brique couvrait environ un hectare et s'étendait à travers les ruines de fort James et sous le futur fort confédéré. L'inhumation présumée la plus ancienne remonte aux années 1640 et la plus récente a eu lieu en mai 1807, à l'occasion du bicentenaire. Au total, il y avait « probablement plusieurs centaines de sépultures dans le cimetière d'origine » et une cinquantaine dans la zone entourée par le mur de briques (construit par John Ambler et William Lee au début des années 1790 avec des briques de l'ancienne église en ruine).
L’autre principale sépulture de la zone se situe à environ 228,6 mètres à l’ouest, près de la grande croix en bois commémorative située à proximité des ruines de l’Archaearium et de Statehouse. Il y a « peut-être 300 tombes », datant probablement des temps les plus anciens, toutes sans pierres tombales.

## Excavation et restauration

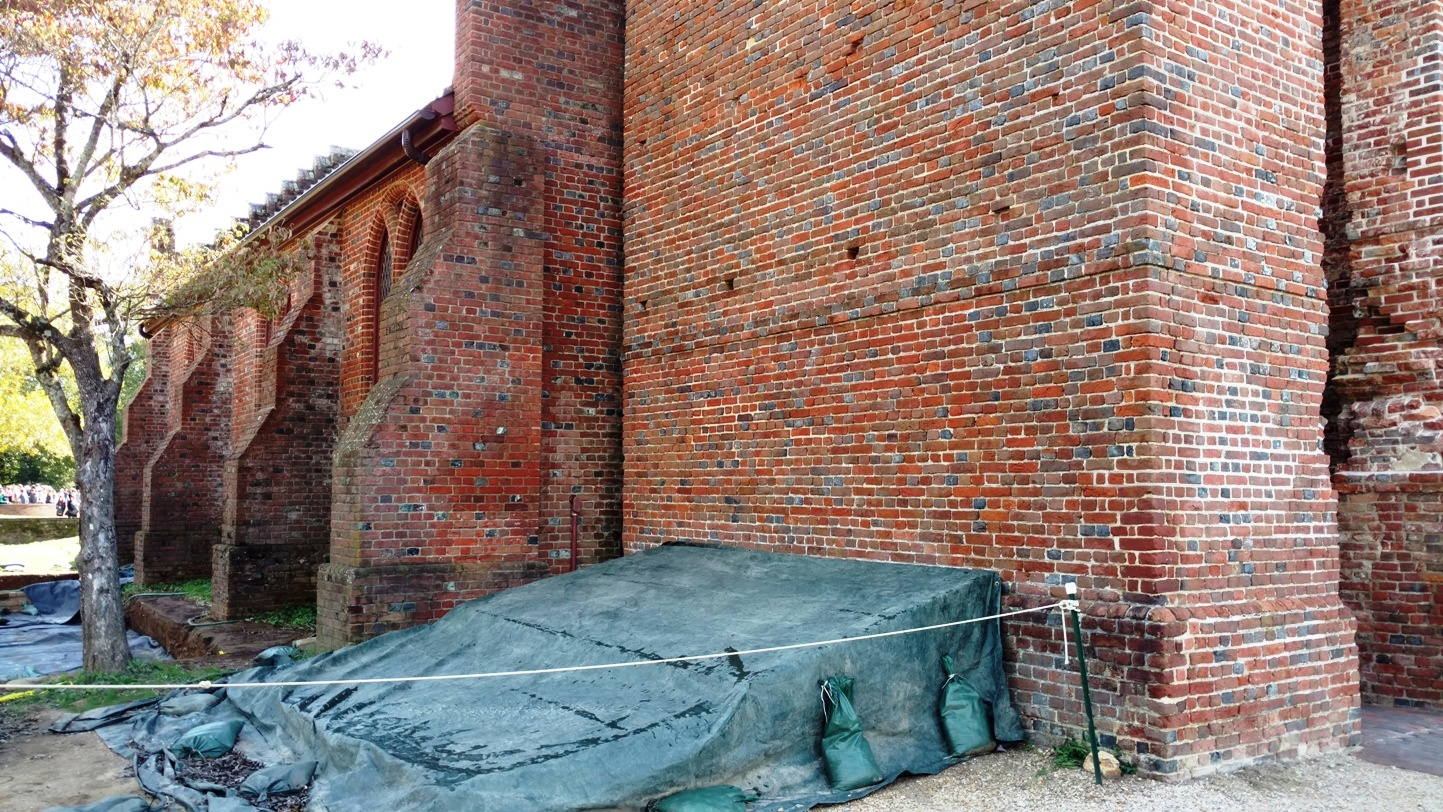
Vue du côté nord de la tour-clocher et de l'église actuelle en 2016, les excavations archéologiques, bâchées, sont visibles au centre et à gauche du cliché.

La zone autour de l'église a été progressivement débarrassée des arbres et de toute autre végétation afin de faciliter l'accès des archéologues au site. De plus, un mur de briques devant l’église, ainsi que des portes en fer, ont également été supprimés. En 2010, les vestiges combinés des églises 1 et 2 ont été découverts par les archéologues de Jamestown Rediscovery.
Un important projet de réhabilitation mené en 2013 et 2014 a permis de préserver le clocher-tour en réparant, relayant et remplaçant fréquemment des briques. Environ 5 000 briques fabriquées par des artisans du Colonial Williamsburg ont été utilisées. Les briques de remplacement ont en réalité été produites sur place à l'aide de matériaux locaux et de méthodes traditionnelles. Le projet faisait partie de la collaboration entre Preservation Virginia et la Colonial Williams Foundation pour l’exploitation de Historic Jamestowne.
À l'été 2016, les membres du projet Summer Field School ont collaboré avec le Rediscovery Jamestown Lab pour découvrir des objets provenant du site de l'église en brique [10]. Fin novembre 2016, les archéologues de Rediscovery Jamestown ont entamé des fouilles dans l'église afin de préparer le 400e anniversaire de la première réunion de Chambre des Bourgeois de Virginie en juillet 2019.